# テンピュール・シーリー・ジャパン
テンピュール・シーリー・ジャパン有限会社（英：TEMPUR SEALY Japan Ltd.）はテンピュール・シーリー・インターナショナル（米国）の子会社である。

## 概要

### テンピュール
寝具メーカー。本社はスウェーデン。米国宇宙財団NASAより「認定技術」ロゴの使用を許可された唯一のマットレス・ピローメーカーである。世界80カ国以上で愛用されている。テンピュール素材は、1960年代にNASAがスペースシャトル計画の中で宇宙飛行士の体にかかる重力を和らげるために開発された素材ヴィコエラスティックホームを基に、スウェーデンのファゲダーラ社が商品化したもので、独自の特性で体温と体圧を感知し、ゆっくり沈み込み体の一点に集中しがちな圧力を均一に分散させる素材である。

### シーリー
米国最大手の寝具メーカー。テキサス州シーリータウンで1881年に創業。整形外科医と連携を図り、身体の凸凹や体圧にあわせて反発力が変化する｢ポスチャーテックコイル｣ 、圧点を最小限に抑え寝返りを低減する「プレッシャーリリーフ・インレー」など独自の技術を次々に商品化。現在世界30カ国以上、ザ・リッツ・カールトン、コンラッド・ホテル、シェラトン、フォーシーズンズホテルなど一流ホテルを中心に採用されている。

## 沿革
- 1991年 テンピュールワールドの親会社、ファゲダーラ ワールド フォームス（※1958年設立）が、10年間の開発を経て、デンマークのテンピュール・ワールド・ダン・フォーム工場で市販化が可能なテンピュールの素材が完成
- 1992年 アメリカでテンピュール商品の販売を開始
- 1992年  (株)ウェルネットが日本で輸入代理店としてテンピュール一部商品の販売を始める
- 1998年 NASA から正式に表彰を受ける
- 1999年 テンピュールワールド100％出資の子会社としてテンピュール・ジャパンを日本に設立
- 2012年 テンピュール・ペディック・インターナショナル社がシーリー・コーポレーションを買収[6]
- 2014年 テンピュール・シーリーが日本におけるシーリーのブランドの権利を取得。テンピュール・ジャパンはテンピュール・シーリー・ジャパンに社名を変更[7]